# بيترو روتارو
بيترو روتارو (من مواليد 4 يوليو 1984) هو سياسي واقتصادي مولدوفي. شغل منصب مدير دائرة الضرائب الحكومية في عام 2023. تم تعيينه وزيرًا للمالية في مولدوفا في 28 سبتمبر 2023.